# Deinosuchus
Deinosuchus è un genere estinto di alligatore gigante vissuto nel Cretaceo superiore, circa 82-73 milioni di anni fa (Campaniano), in quello che oggi è il Texas, Nord America. Il nome del genere, Deinosuchus, significa letteralmente «coccodrillo terribile» e deriva dal greco antico δεινός?, deinós, "terribile" e σοῦχος, soûchos, "coccodrillo". I primi resti fossili di questo rettile vennero scoperti nella Carolina del Nord (Stati Uniti) nel 1850; il genere fu nominato e descritto nel 1909, mentre alcuni frammenti supplementari furono scoperti nel 1940 e vennero successivamente incorporati in una ricostruzione molto nota del cranio, che, anche se imprecisa, fu esposta all'American Museum of Natural History. Tuttora la conoscenza di Deinosuchus rimane incompleta, sebbene negli anni siano stati ritrovati materiali cranici meglio conservati, che hanno ampliato notevolmente la comprensione scientifica di questo massiccio predatore.
Anche se il Deinosuchus era di gran lunga più grande di qualsiasi altro coccodrillo o alligatore moderno, con i più grandi esemplari adulti che arrivavano anche ai 10,6 metri di lunghezza totale, il suo aspetto complessivo era abbastanza simile ai suoi parenti più piccoli. Nelle fauci aveva grandi e robusti denti adatti alla frantumazione e la sua schiena era ricoperta da spessi ed emisferici osteodermi. Uno studio indica che esemplari di Deinosuchus potevano vivere fino ad un massimo di 50 anni, crescendo ad un tasso simile a quello dei coccodrilli moderni, ma mantenendo questa crescita per un periodo di tempo molto più lungo.
I fossili di Deinosuchus sono stati ritrovati in 10 stati americani, tra cui Texas, Montana e molti altri lungo la costa atlantica. Alcuni fossili sono stati ritrovati anche nel nord del Messico, il che indica che l'animale è vissuto su entrambi i lati del Mare interno occidentale, ed era un superpredatore opportunista delle regioni costiere del Nord America orientale. Sembra che solo i Deinosuchus che vivevano sul lato occidentale abbiano raggiunto le dimensioni maggiori, mentre le popolazioni orientali erano più piccole, ma molto più abbondanti. L'idea che queste due popolazioni rappresentino due distinte specie è ancora oggetto di dibattito. Grazie alla sua stazza, il Deinosuchus era probabilmente in grado di uccidere e divorare anche grandi dinosauri, e nella sua dieta rientravano anche tartarughe marine, pesci e altre prede acquatiche e terrestri. Era dotato del più potente morso mai esistito in natura, alla pari con gli altri grandi crocodilomorfi.

## Descrizione

### Morfologia

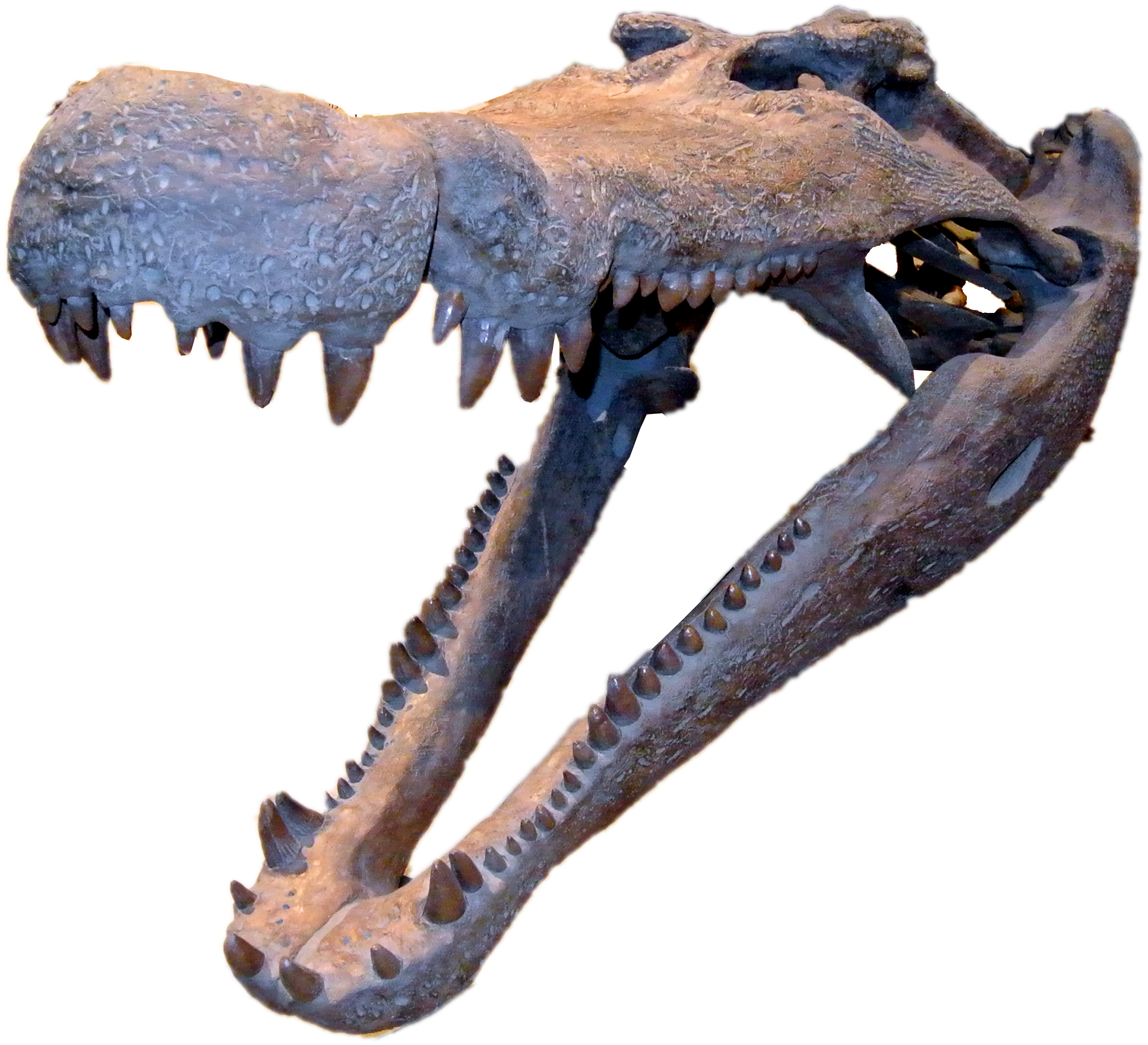
Cranio di D. hatcheri

Le proporzioni del cranio di Deinosuco sono simili a quelle del coccodrillo del Nilo.
Il cranio del Deinosuco (che è circa 1/7 dell'animale intero) misura più di 159 centimetri.
Il Deinosuchus aveva un muso con una punta leggermente arrotondata. Ogni premascella aveva quattro denti, con il paio vicino alla punta del muso notevolmente più piccoli degli altri. Ogni mascella portava 21 o 22 denti, mentre la mandibola aveva almeno 22 denti. Tutti i denti erano spessi e robusti; quelli prossimi alla parte posteriore della mascella erano corti, arrotondati e spuntati; probabilmente erano adattati allo schiacciare piuttosto che al forare. Quando la bocca era chiusa, solamente i quattro denti della mascella inferiore dovevano essere visibili.
Il morso del Deinosuchus era, al tempo, il più potente nel regno animale, insieme a quello di altri crocodilomorfi coevi: tra gli animali attuali, il coccodrillo d'acqua salata, Crocodylus porosus, ha il morso più forte registrato, con una forza massima di 16.000 N. Si stima che la forza nel morso di un esemplare di Deinosuchus di 7000 kg fosse compresa tra 235000 - e 295000 N, se non addirittura superiore negli esemplari maschi più grandi; la pressione esercitata era dell'ordine di 2700-3 200 kg/cm2, quasi tre volte superiore a quella sul fondo della fossa delle Marianne. Nessun altro animale era in grado di raggiungere questo livello: il più grande dinosauro teropode, il celebre Tyrannosaurus rex, aveva una forza del morso di circa 64.000 N (con studi recenti che riportano 154.000 e 195.000 N), lo squalo Megalodon arrivava a 80000 --102000 N e il Dunkleosteus a circa 91000 N. Solamente il caimano Purussaurus avrebbe potuto eguagliare o superare questa potenza. Le stime per un esemplare di 10 tonnellate di peso raggiungono infatti i 444000 N per 5 000 kg/cm2, ma si tratta di ipotesi perché un esemplare di queste dimensioni non è mai stato ritrovato. Apparentemente, il Deinosuchus era in grado di eseguire la cosiddetta "ruota della morte" come i moderni alligatori. Le mascelle si chiudevano a scatto.
Il Deinosuchus aveva un secondo palato ossificato, che gli avrebbe permesso di respirare attraverso le narici mentre il corpo rimaneva sommerso in acqua. Le vertebre erano articolate e proceli, cioè concave anteriormente e convesse posteriormente. Il palato secondario e le vertebre proceli sono caratteristiche che si trovano anche nei moderni coccodrilli.
L'osteoderma che costituisce la corazza ossea sul dorso del Deinosuchus era particolarmente ampio, con profonde scanalature; alcuni ritrovamenti indicano una struttura vagamente emisferica. Le scanalature nell'osteoderma erano punti di ancoraggio dei tessuti connettivi; il tutto formava una struttura rafforzata che permetteva di sostenere il peso del corpo del Deinosuchus fuori dall'acqua. I deinosuchi si spostavano infatti anche fuori dall'acqua, come molti dei moderni coccodrilli.

### Dimensioni

Le dimensioni massime raggiunte dal Deinosuchus (giallo) sono attualmente stimate a 10,6-13 metri in base alla specie. Al contrario, i più grandi coccodrilli marini moderni raramente raggiungono più di 6 metri di lunghezza.

Le proporzioni dei resti fossili indicano che il deinosuco era più grande del coccodrillo marino, il più grande rettile oggi vivente, e ciò ne fa uno dei più grandi coccodrilli mai esistiti, insieme a Mourasuchus, Rhamphosuchus, Gryposuchus e Purussaurus. Vi furono altri giganteschi animali, generalmente indicati come "coccodrilli", ad esempio Sarcosuchus, ma non sono considerati veri coccodrilli, bensì crocodilomorfi più basali.
Va detto che anche se le dimensioni del deinosuco sono sempre state considerate enormi, la stima su di esse è variata notevolmente nel corso degli anni. Le stime originali degli anni cinquanta, per l'esemplare tipo allora chiamato Phobosuchus riograndensis, si basavano su un cranio lungo 1,5 m e, rifacendosi per le proporzioni al coccodrillo cubano, ipotizzavano una lunghezza totale stimata a 15 m. Questa ricostruzione è oggi considerata imprecisa; usando resti più completi, nel 1999 è stato stimato che le dimensioni degli esemplari di Deinosuchus potessero variare da 8 a 10 m e il peso dalle 2,5 alle 5 tonnellate. Ad ogni modo, i più grandi resti di D. riograndensis misurano una volta e mezzo le dimensioni del D. rugosus medio ed è stato ipotizzato che gli individui più grandi di queste specie avrebbero potuto raggiungere i 13 m di lunghezza e pesare 15 t.
Un frammento mandibolare particolarmente grande di un esemplare di D. riograndensis, pare appartenere ad un individuo con un cranio lungo ben 147,5 centimetri. Questa lunghezza è stata utilizzata in combinazione con un'equazione di regressione relativa alla lunghezza del cranio rispetto alla lunghezza totale del corpo, usando come modello l'alligatore americano, per stimare una lunghezza totale di 10,6 metri per questo particolare esemplare. Questo risultato è solo leggermente inferiore rispetto alle precedenti stime per la specie. Il Deinosuchus è stato spesso descritto come il più grande crocodiliforme di tutti i tempi, tuttavia altri crocodiliformi come Purussaurus, Rhamphosuchus e Sarcosuchus raggiungevano dimensioni pari o superiori.

## Classificazione

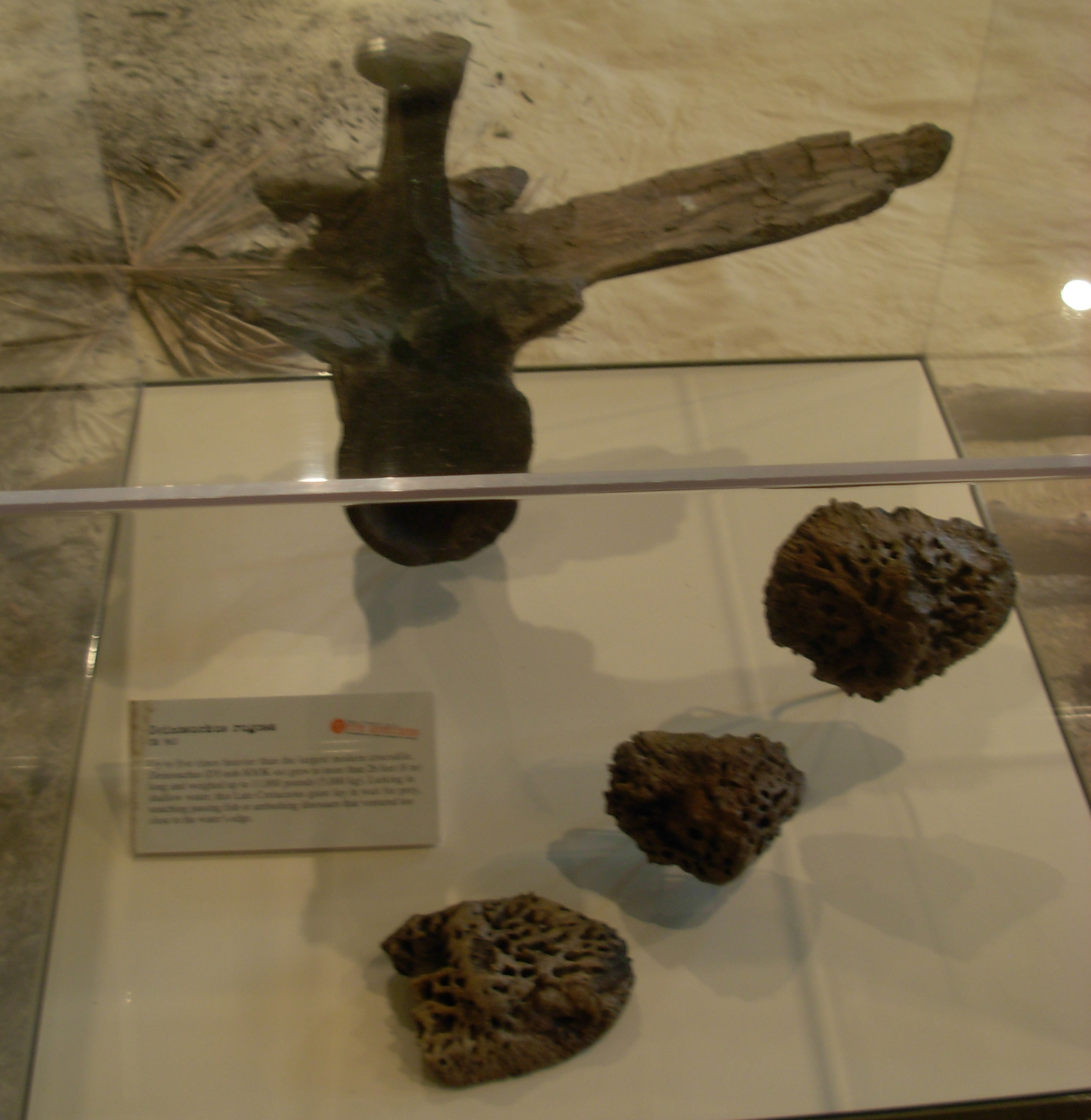
Osteodermi e vertebre di Deinosuchus, al Carnegie Museum of Natural History

Dal momento che i primi fossili di Deinosuchus erano fossili frammentari e di difficile attribuzione specifica, gli scienziati furono d'accordo nel convenire che si trattasse di una parente gigante dei coccodrilli moderni, arrivando addirittura a inserirlo nella loro stessa famiglia (Crocodylidae) nel 1954. Questa classificazione era in gran parte sostenuta dalle particolari caratteristiche dentali. Tale ipotesi venne messa in dubbio nel 1999, quando la scoperta di nuovi esemplari dal Texas e dalla Georgia contribuì ad una nuova analisi filogenetica del Deinosuchus, sistemandolo in una posizione basale all'interno del clade degli Alligatoroidea, insieme a Leidyosuchus. Questa nuova classificazione fu sostenuta fino alla scoperta, nel 2005, di una scatola cranica ben conservata nella Formazione Blufftown dell'Alabama, che mostra alcune caratteristiche che ricordano quelle del moderno alligatore americano, sebbene il Deinosuchus non sia un diretto antenato dei moderni alligatori.
Il genere Deinosuchus conta tradizionalmente due specie: D. rugosus la specie più grande che dominava sul lato orientale del Mare interno occidentale, e D. riograndensis sul lato occidentale, caratterizzata dalla diversa forma degli osteodermi e dei denti, sebbene questo punto di vista non sia sempre stato accettato da tutti i ricercatori: nel 2002 venne proposto che ci fosse solo una specie, ossia Deinosuchus rugosus, con differenze di dimensioni tra esemplari orientali ed occidentali della stessa specie. Questa proposta fu appoggiata e criticata da molti paleontologi per essere poi definitivamente abbandonata nel 2010, quando nuovi fossili di esemplari provenienti da entrambi i lati del mare interno occidentale hanno dimostrato che le differenze tra i due non riguardavano solo le dimensioni e i denti, ma gli esemplari orientali mantenevano caratteristiche comuni agli altri esemplari della regione e gli osteodermi degli esemplari più piccoli della variante occidentale non erano diversi da quelli degli esemplari grandi, sostenendo la separazione specifica dei due, ora formalizzata come le due specie D. rugosus e D. riograndensis.

## Scoperta

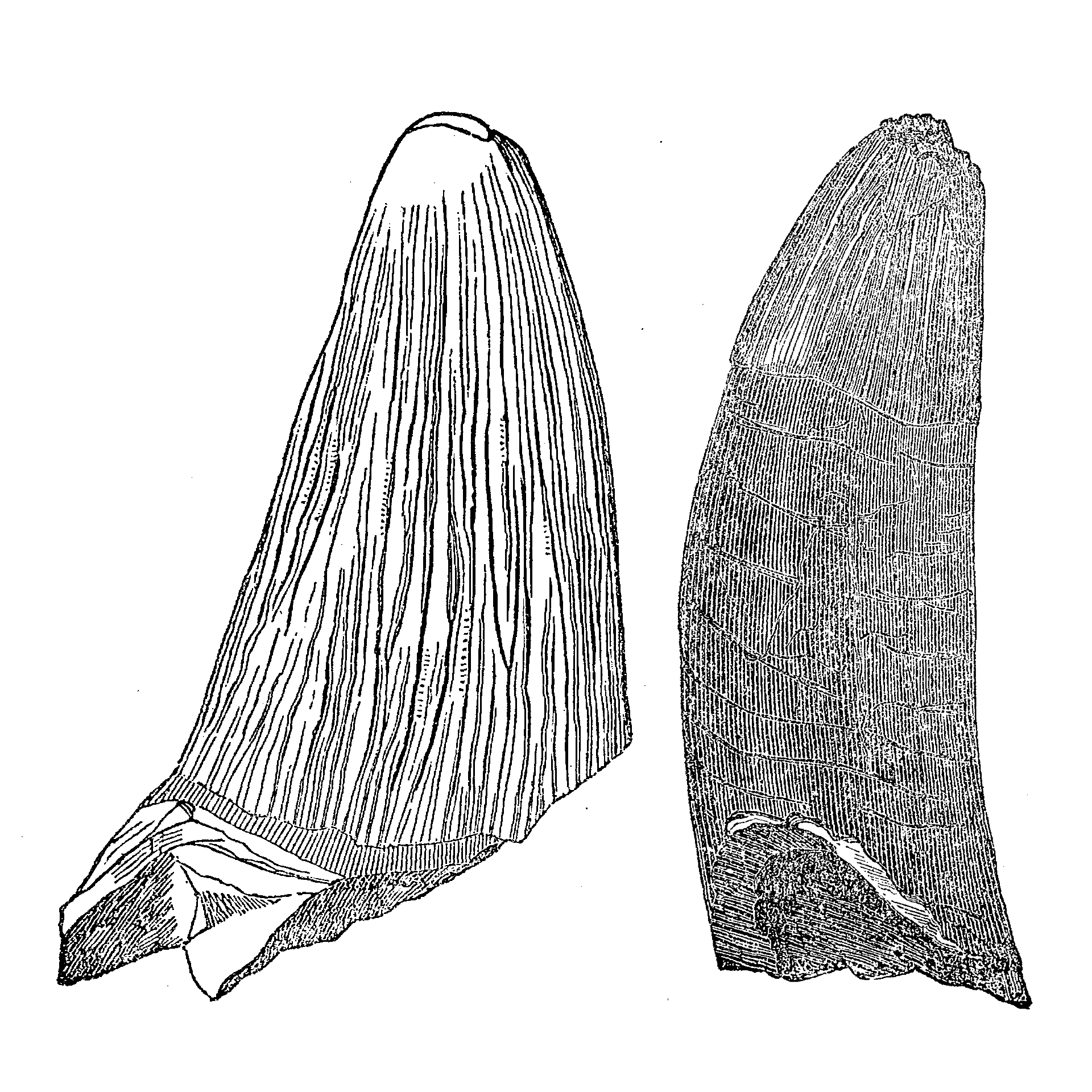
Ebenezer Emmons disegnò questi due denti fossili nel 1858. Molto probabilmente, appartenevano al rettile che in seguito sarebbe stato chiamato Deinosuchus.

Nel 1858, il geologo Ebenezer Emmons descrisse due denti fossili di grandi dimensioni ritrovati a Bladen County, Carolina del Nord. Emmons classificò questi denti come appartenenti ad un esemplare di Polyptychodon, salvo poi ricredersi e definirli i resti di "un genere di rettile simile ad un coccodrillo". I denti descritti da Emmons erano spessi, leggermente incurvati e ricoperti da smalto con solchi verticali; Emmons attribuì alla specie il nome di P. rugosus. Anche se non riconosciuti come tali, questi denti erano probabilmente i primi resti di Deinosuchus ad essere scientificamente descritti. Ritrovamenti successivi hanno indicato che il Polyptychodon era un pliosauro, un tipo di rettile marino.
Un altro grande dente di Deinosuchus fu scoperto nella vicina Sampson County e attribuito a Polydectes biturgidus, da Edward Drinker Cope nel 1869.
A Willow Creek, nel Montana, John Bell Hatcher e T.W. Stanton rinvennero nel 1903 alcuni osteodermi fossili, praticamente giacenti sulla superficie del suolo, inizialmente attribuiti ad Euoplocephalus, un anchilosauro. Quando gli scavi portarono alla luce altro materiale, tra cui vertebre, costole e un pube, W.H. Utterback concluse che si trattava piuttosto di un grosso coccodrillo piuttosto che di un dinosauro, il che fece perdere ad Hatcher ogni interesse per il materiale. Dopo la morte di Hatcher nel 1904, il suo collega W.J. Holland studiò e descrisse i fossili, assegnandoli ad un nuovo genere e specie, Deinosuchus hatcheri, nel 1909. Il nome Deinosuchus derivava dal greco antico δεινός/deinos che significa "terribile" e σοῦχος/suchos che significa "coccodrillo".

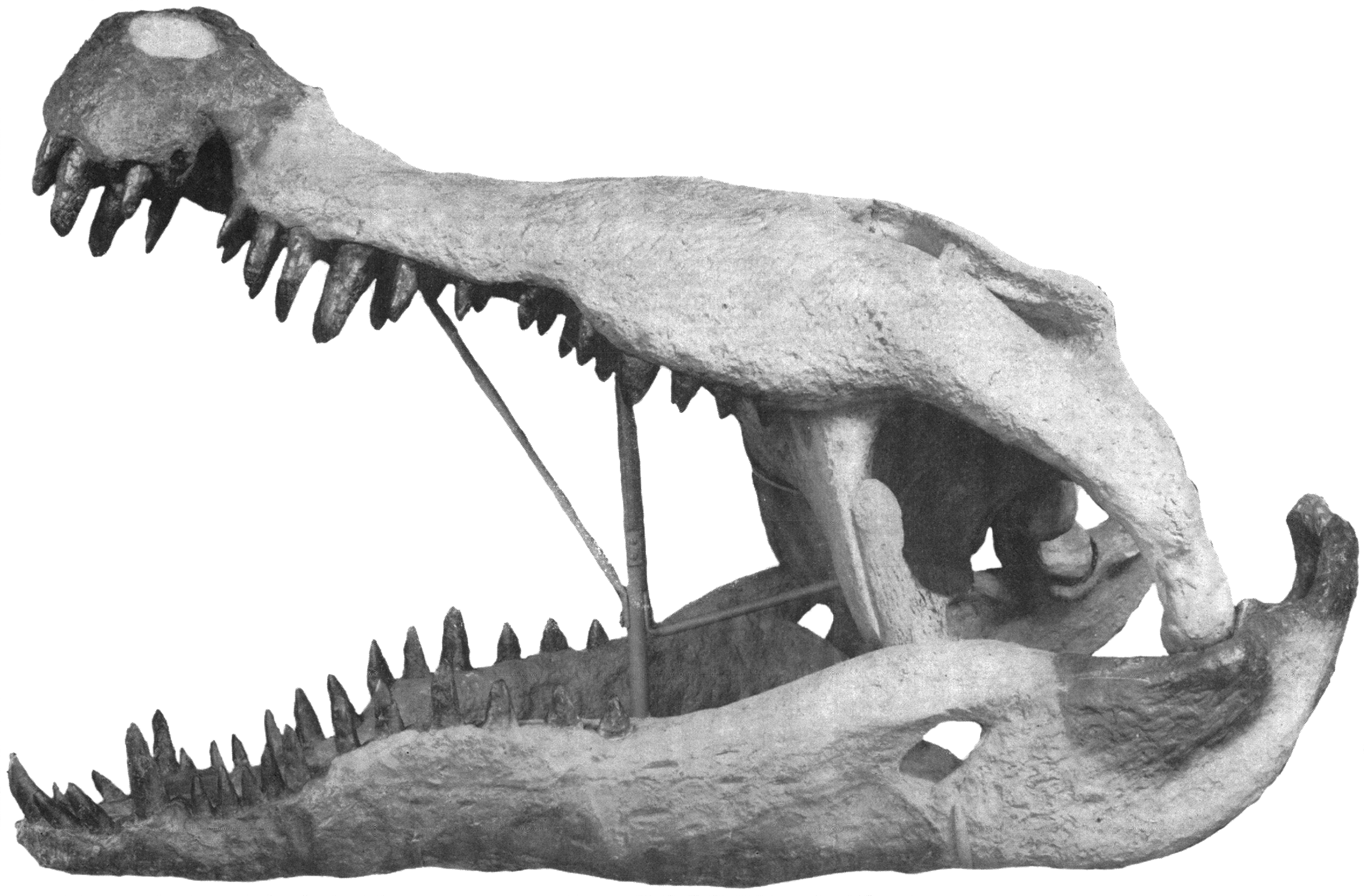
Questo cranio parzialmente ricostruito, esposto presso l'American Museum of Natural History, è probabilmente il più famoso tra tutti i fossili di Deinosuchus, e originariamente è stato descritto come Phobosuchus. Le parti più scure in ombra sono ossa fossili, mentre le porzioni più chiare sono in gesso.

La spedizione del 1940 del American Museum of Natural History riportò altri fossili del Deinosuchus, dal Big Bend National Park in Texas. Questi esemplari vennero descritti da Edwin H. Colbert e Roland T. Bird nel 1954, sotto il nome di Phobosuchus riograndensis. Donald Baird e Jack Horner hanno in seguito assegnato le scoperte di Big Bend al genere Deinosuchus, accettato della maggior parte delle autorità tassonomiche moderne. Il nome del genere Phobosuchus, inizialmente creato dal barone Franz Nopcsa nel 1924, è stato ormai scartato poiché includeva diverse specie di coccodrilli, non necessariamente imparentate strettamente.
L'American Museum of Natural History ha incorporato il cranio e frammenti della mascella in una ricostruzione in gesso modellata sul cranio del coccodrillo cubano moderno, abbastanza conservatrice dal punto di vista delle dimensioni. Non era noto all'epoca che Deinosuchus avesse un muso largo e quindi Colbert e Bird hanno rappresentato il cranio esagerandone le dimensioni. Malgrado queste inesattezze, questo cranio parzialmente ricostruito è l'esemplare di Deinosuchus più noto al pubblico.
Numerosi esemplari di Deinosuchus sono stati scoperti negli anni successivi, alcuni alquanto frammentari, incrementando la conoscenza sull'habitat e la distribuzione di questo predatore gigante. Resti del cranio più completi sono stati anche ritrovati, il che ha permesso a David R. Schwimmer di ricreare nel 2002 una ricostruzione computerizzata del 90% del cranio del deinosuco.

## Paleobiologia

### Habitat

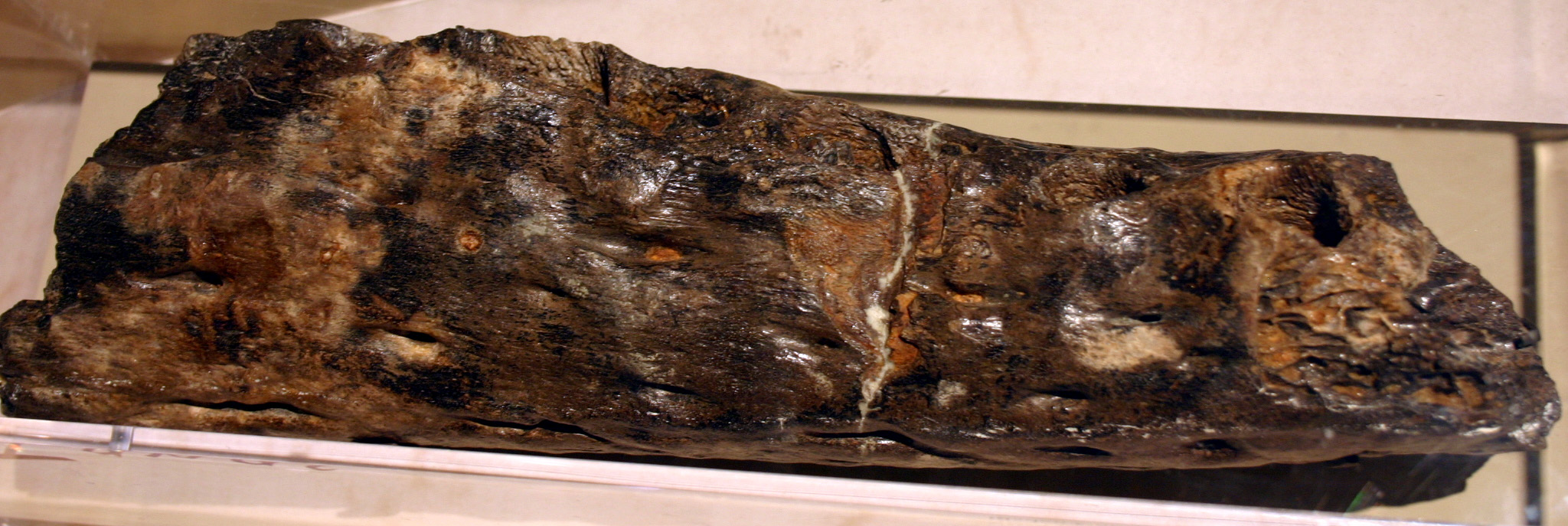
Un frammento di mandibola di Deinosuchus, esposto al North Carolina Museum of Natural Sciences. I fossili di questo grande alligatore sono stati rinvenuti in dieci Stati americani e nel Messico settentrionale.

I fossili di Deinosuco sono stati rinvenuti in Nordamerica, principalmente nella vasta pianura che un tempo era il Mare interno occidentale e che attraversa Texas, Alabama, Mississippi, Utah, Wyoming, Georgia, e in New Jersey, North Carolina, Nuovo Messico e Messico. Tutti gli esemplari ritrovati erano in rocce del Campaniano, nel Cretaceo inferiore. Gli esemplari più antichi, datano di 80 Ma, mentre i più recenti sono vissuti circa 73 Ma.
La distribuzione dei rinvenimenti indica come questi coccodrilli giganti vivessero in zone di estuario. Nella formazione Aguja in Texas, dove sono stati ritrovati alcuni fra gli esemplari più grandi, vi era probabilmente una baia di acque salmastre. Anche se alcuni esemplari sono stati trovati in depositi marini, non è chiaro se i deinosuchi si avventurassero al largo, come i moderni coccodrilli marini e i resti potrebbero essere stati trasportati dalle correnti a morte avvenuta.

### Dieta

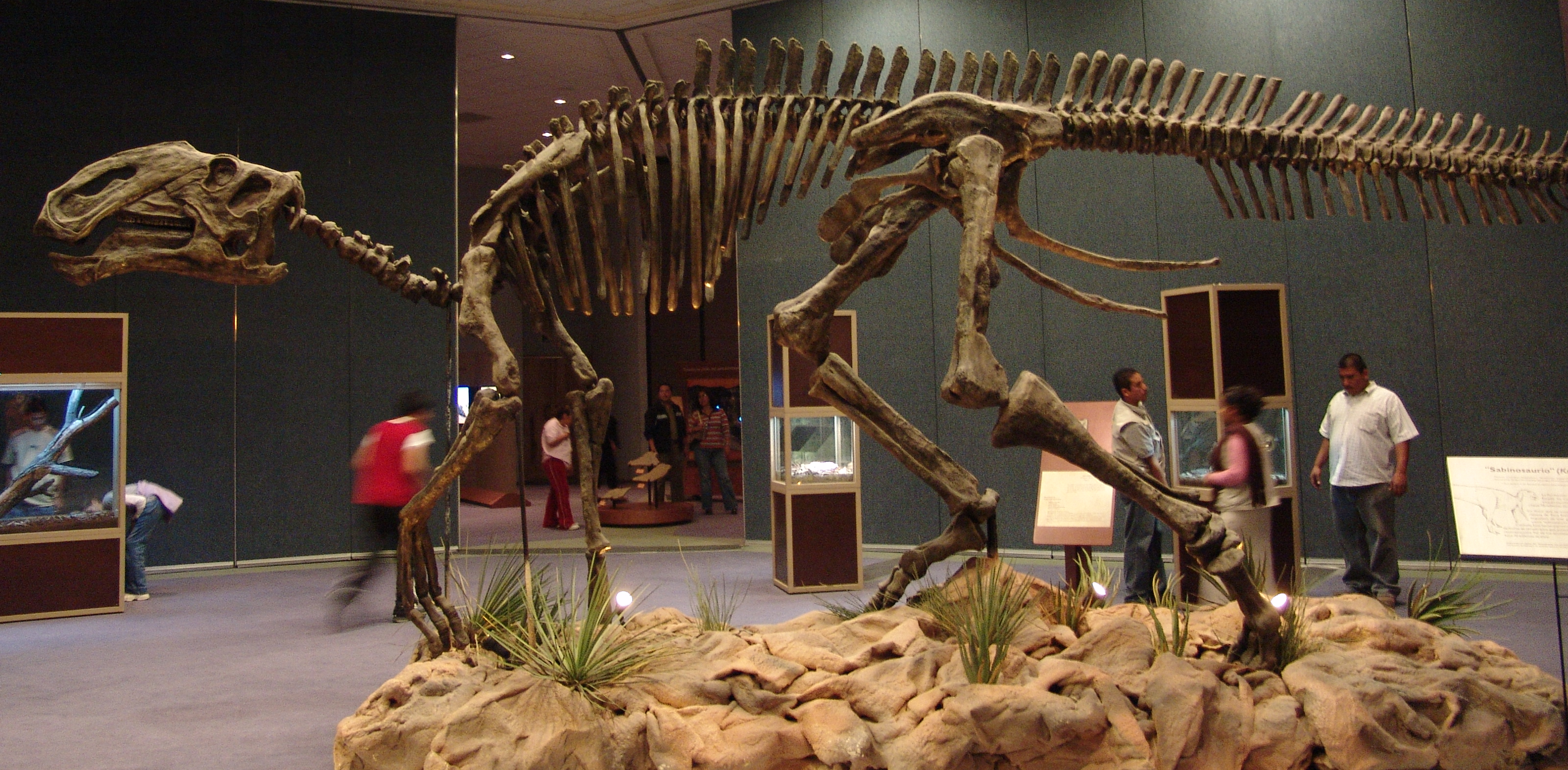
Il Deinosuchus era in grado di dare la caccia anche ai grandi ornitopodi, come il Kritosaurus vissuto al fianco del coccodrillo gigante nell'ecosistema della Formazione Aguja.

Nel 1954, Edwin H. Colbert e Roland T. Bird ipotizzarono che il Deinosuchus "poteva benissimo avere cacciato e divorato alcuni dei dinosauri dei quali è stato contemporaneo". Colbert ha ribadito questa ipotesi con più forza nel 1961: "Certamente questo coccodrillo deve essere stato un predatore di dinosauri; altrimenti perché avrebbe dovuto avere una mole così gigantesca? Inoltre cacciava in acqua, dove i teropodi giganti non potevano andare". R. David Schwimmer ha notato nel 2002 che le vertebre della coda di molti adrosauridi rinvenuti nei pressi del Big Bend National Park mostravano i segni dei denti di un Deinosuchus, rafforzando l'ipotesi che tale rettile si nutrisse, almeno in alcuni casi, di dinosauri. Nel 2003, Christopher A. Brochu ritenne che le prove dei segni lasciati dai denti non fossero sufficienti né si potessero considerare incontestabili, convenendo comunque che il Deinosuchus "probabilmente si nutrisse di ornitopodi di tanto in tanto." Si è generalmente ritenuto che il Deinosuchus utilizzasse tattiche di caccia simili a quelle dei coccodrilli moderni, con imboscate tese a dinosauri e altri animali terrestri sulle rive dei corsi d'acqua per poi bloccarli tra le sue imponenti mascelle e infine annegarli.
Schwimmer e Williams hanno proposto nel 1996 che il Deinosuchus possa aver predato tartarughe marine. Il Deinosuchus probabilmente avrebbe usato i robusti denti piatti vicino alla parte posteriore della sua mandibola per schiacciare i gusci delle tartarughe. La tartaruga marina Bothremys era particolarmente comune nei territori orientali dove viveva il Deinosuchus, e molti suoi gusci sono stati ritrovati con segni di morsi che erano stati molto probabilmente inflitti dal coccodrillo gigante.
Schwimmer ha concluso nel 2002 che l'alimentazione dei Deinosuchus probabilmente variava in base alla località geografica; i più piccoli Deinosuchus del Nord America orientale avrebbero occupato una nicchia ecologica simile a quella del coccodrillo americano moderno, cacciando tartarughe marine, pesci e piccoli dinosauri. I più grandi, ma meno comuni Deinosuchus del Texas e del Montana, potrebbero essere stati cacciatori più specializzati, in grado di cacciare anche grandi dinosauri. Schwimmer ha osservato che nessun dinosauro teropode dell'America orientale raggiungeva le dimensioni del Deinosuchus, indicando che il massiccio coccodrillo avrebbe potuto essere il maggior predatore della regione.

### Crescita e durata di vita

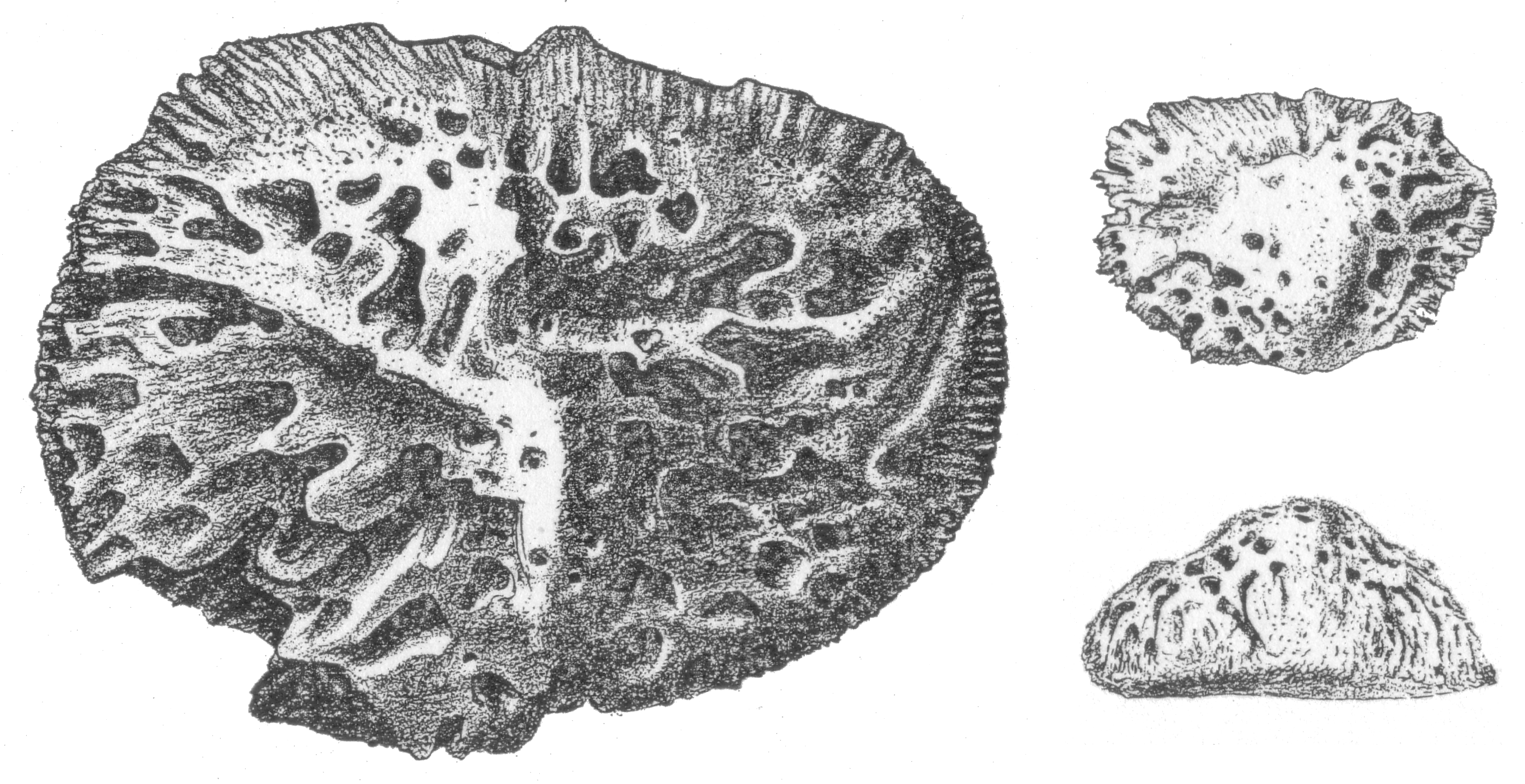
Gli osteodermi del Deinosuchus, illustrati da WJ Holland. Essi sono proporzionalmente molto più spessi di quelli di coccodrilli moderni

Il tasso di crescita del Deinosuchus era comparabile ai moderni coccodrilli, anche se mantenuto su un periodo più lungo. Le stime, basate sugli anelli di crescita negli osteodermi dorsali di alcuni esemplari, indicano che ogni Deinosuchus potesse impiegare 35 anni a raggiungere la taglia adulta. Gli esemplari più vecchi potevano raggiungere fino a 50 anni di età. Questo ritmo di crescita è diametralmente opposto a quello dei grandi dinosauri, che raggiungevano molto presto la taglia adulta, anche se con una durata di vita più breve.
Nel 2002, Schwimmer osservò che le ipotesi di Erickson e Brochu riguardanti i tassi di crescita sono valide solo se gli anelli osteodermici riflettono periodi in anni, come nei coccodrilli moderni. Secondo Schwimmer, il tasso di crescita evidenziato da Erickson e Brochu avrebbe potuto essere influenzato da una gran varietà di fattori, tra cui le "migrazioni delle loro prede, le variazioni climatiche stagionali o la circolazione oceanica e i cicli nutritivi". Se il ciclo ad anello fosse stato biennale anziché annuale, questo potrebbe indicare che Deinosuchus crescesse più velocemente dei coccodrilli moderni e avesse una durata di vita massima simile.

## Nella cultura di massa
Nonostante non sia un dinosauro, e prima della scoperta del Sarcosuchus, il Deinosuchus era sorprendentemente ben conosciuto presso il grande pubblico, grazie al primato di più grande coccodrillo mai vissuto, tanto da comparire in documentari, videogiochi e programmi sui dinosauri.
La sua apparizione più nota è all'interno della serie televisiva Prehistoric Park, dove viene mostrato come l'equivalente preistorico del coccodrillo marino. Nell'ultimo episodio della serie Il coccodrillo gigante, se ne vedono vari esemplari, di cui uno afferra al volo un Nyctosaurus, in seguito un altro attacca e uccide un Parasaurolophus, e infine un esemplare viene portato nel parco nella nostra era.
Il Deinosuchus fa anche delle brevissime apparizioni nei documentari della BBC Nel mondo dei Dinosauri e Planet Dinosaur.
Nel franchise di Jurassic Park il DNA del Deinosuchus viene impiegato per la realizzazione dei denti dell’Indominus Rex; l’animale in sé, non è tuttavia mai apparso nel franchise e non è nota la sua realizzazione, inoltre come il Rugops non appare tra i prodotti promozionali di Jurassic World come giocattoli per bambini; è tuttavia presente in alcuni videogiochi come Jurassic World: il gioco come anfibio leggendario.